# STS–69
Az STS–69 jelű küldetés az amerikai űrrepülőgép-program 71., a Endeavour űrrepülőgép 9. repülése.

## Jellemzői
A beépített kanadai Canadarm (RMS) manipulátorkar 50 méter kinyúlást biztosított (műholdak indítás/elfogása, külső munkák [kutatás, szerelések], hővédőpajzs külső ellenőrzése) a műszaki szolgálat teljesítéséhez.

### Első nap
Eredetileg 1995. augusztus 5-én indult volna, de a szilárd hajtóanyagú rakéták vizsgálata miatt elhalasztották az indítást, az O-gyűrű problémája miatt. Roncsolásmentes vizsgálatnak alávetve (NDE) megállapították, hogy légbuborékok keletkeztek az anyagban, ami veszélyeztette a küldetések sikerét. Augusztus 31-én indult volna, de három üzemanyagcella túlmelegedése miatt újból halasztásra került sor. Szeptember 7-én a szilárd hajtóanyagú gyorsítórakéták, Solid Rocket Booster(SRB) segítségével Floridából, a Cape Canaveral (KSC) Kennedy Űrközpontból, a LC39–A (LC–Launch Complex) jelű indítóállványról emelkedett a magasba. Orbitális pályája 91,4 perces, 28,4 fokos hajlásszögű, elliptikus pálya-perigeuma 321 kilométer, apogeuma 321 kilométer volt. Felszálló tömeg indításkor 116 486 kilogramm, leszálló tömeg 99 737 kilogramm. Szállított hasznos teher 11 499 kilogramm.

## Hasznos teher
1. International Extreme Ultraviolet Hitchhiker (IEH–1) – a világűr ultraibolya vizsgálata, extrém ultraibolya (EUV) vizsgálatok a Jupiter Io holdja irányába.
2. Consortium for Materials Development in Space Complex Autonomous Payload (CONCAP IV-03) – kristálynövesztés, filmréteg előállítása a fotonikai ipar részére. A kristályok 45 vékony réteget állítottak elő.
3. Get Away Special (GAS) – folyadékok vizsgálata, tűzvizsgálat mikrogravitációs környezetben.
4. Shuttle GLO Experiment (GLO-3) – a NASA közös programja a Föld termoszféra-rétegének vizsgálata (itt végzi szolgálatát a Space Shuttle), a fény jelenségének kutatása.
5. Electrolysis Performance Improvement Concept Study (EPICS) – Elektrolízis-vizsgálatok a  súlytalanságban (oxigén, hidrogén előállítása).
6. National Institutes of Health- Cells-4 (NIH-C4) – Biológiai kísérletek a csont- és izomvesztés vizsgálatára (orvos biológia, bioprocessing és biotechnológia, mezőgazdasági biológia).
7. Thermal Energy Storage (TES-2) – hőenergia-tárolási kísérletek lítium-fluorid, kalcium-fluorid, több komponens alkalmazásával.

### WSF–2
Tudományos űreszköz, gyártotta a Space Industries, üzemeltette a Space Vacuum Epitaxy Center. Egy részében eredményes kísérletet végeztek az WSF platformmal, az STS–60 útja során.
Megnevezései: WSF–2 (Wake Shield Facility); WSF–2 (1995-048C). Kódszáma: SSC 23669.
Az orbitális egység pályája 92,58 perces, 28,43 fokos hajlásszögű, elliptikus pálya-perigeuma 388 kilométer, apogeuma 415 kilométer volt. Súlya 3645, hasznos tömege 1683 kilogramm. Pályastabilitását, kémiai működtetésű hideggáz-fúvókák biztosították. Energiaellátását 60 kWh kapacitású ezüst-cink akkumulátorok biztosították. A folyamat végzéséhez kemence, elektronikai és videóellenőrző eszköz is tartozott. A küldetés első napján sikeresen beüzemelték, majd a robotkar segítségével pályairányba emelték. A platform pályairányba állítását követően az űrrepülőgép 48 kilométerre eltávolodott. A 3,7 méter átmérőjű, rozsdamentes acéllemezből készült, csészealj alakú tudományos platform (zárt laboratórium), mely speciális anyagtudományi (gallium-arzenid (GaAs) vékony filmréteg és heterostructures [két rétegű kristályos félvezető] anyag előállítása) kísérletek elvégzésére szolgált. A küldetés 8. napján a végrehajtott űrséta alatt visszanyerték, a raktérbe rögzítették, visszaszállították a Földre.

#### Űrséták
A WSF platform visszanyerését követően az űrhajósok különböző szerelési, anyagmozgatási műveleteket teszteltek. Egy elektronikus bilincset (teherfogó eszköz) fejlesztettek ki, hogy a Nemzetközi Űrállomásra szállítandó eszközöket, berendezéseket egyszerűbb legyen mozgatni. A szkafanderen végzett módosítások (egyszerűbb szerelési lehetőségek, hőállóság növelése) tesztelését végezték. Gernhardt volt kiképezve a robotkar üzemeltetésére.
(zárójelben a dátum és az időtartam)
- EVA 1: Voss és Gernhardt (1995. szeptember 16., 6 óra 46 perc)

#### SPARTAN–201
Többször alkalmazható tudományos űreszköz, gyártotta és üzemeltette a NASA Goddard Space Flight Center (GSFC). A műhold értéke 6 millió USD. Az első példány, a Spartan–1 (1985 – 048E) az STS–51–G segítségével végezte feladatát, a második a Challenger-katasztrófa során megsemmisült. A harmadik Spartan–2 (1994 – 059B) az STS–56 küldetésén indult szolgálatra.
Megnevezései:  Shuttle Pointed Autonomous Research Tool for Astronomy (SPARTAN–201–3);  SPARTAN–201–3 (1995-048B). Kódszáma SSC 22668.
Háromtengelyesen stabilizált, a stabilizálást kémiai fúvókák segítették. A küldetés első napján a platformot (zárt laboratórium) kihelyezték a világűrbe. A platform pályairányba állítását követően az űrrepülőgép 37 kilométerre eltávolodott. A műhold az űrrepülőgéptől távol tíz napig önállóan végezte tudományos mérési tevékenységét. Az összegyűjtött adatokat nem továbbították a Földre, hanem a fedélzeti memóriakapacitás, 1010 bit (kb. 3 km szalag) tárolta. A visszanyerést helyzetjelző fények segítették. Üzemideje alatt mérte a napszél sebességét és vizsgálta a napkoronát. Az Ulysses űrszonda vizsgálati eredményeinek ellenőrzését is elvégezte. Az orbitális egység pályája 91,99 perces, 28,46 fokos hajlásszögű, elliptikus pálya-perigeuma 368 kilométer, apogeuma 379 kilométer volt. Hasznos tömege 1288,9 kilogramm. A platformot az adatok kiértékelése céljából a küldetés végén visszanyerve visszahozták a Földre.

#### Tizedik nap
1995. szeptember 18-án a Kennedy Űrközpontban (KSC), kiinduló bázisán szállt le. Összesen 10 napot, 20 órát, 29 percet és 56 másodpercet töltött a világűrben. 7 200 000 kilométert (4 500 000 mérföldet) repült, 171 alkalommal kerülte meg a Földet.

## Személyzet
(zárójelben a repülések száma az STS–69 küldetéssel együtt)
- David Mathieson Walker (4), parancsnok
- Kenneth Dale Cockrell (2), pilóta
- James Shelton Voss (3), küldetésspecialista
- James Hansen Newman (2), küldetésspecialista
- Michael Landon Gernhardt (1), küldetésspecialista

### Visszatérő ISS személyzet
- David M. Walker (4), parancsnok
- Kenneth Cockrell (2), pilóta
- James S. Voss (3), küldetésspecialista
- James H. Newman (2), küldetésspecialista
- Michael L. Gernhardt (1), küldetésspecialista